# Isfahan
Isfahan eller Ispahan er hovedstaden i provinsen af samme navn og en af Irans største byer. Byen ligger ca. 335 km syd for den iranske hovedstad Teheran.
Den har altid været en vigtig handelsby og nogle gange Irans hovedstad som under Seldsjukkerne og Safaviderne. I 1598 blev byen udråbt til Persiens hovedstad af shah Abbas 1. den Store, der regerede fra 1588 til 1629 som det førende medlem af Safavidernes dynasti. Byen lå udsat ved skiftende handelsveje og blev udplyndret af afghanerne i 1722. I 1749 mistede Isfahan rollen som persisk hovedstad. Ikke desto mindre efterlod storhedstiden imponerende eksempler på iransk kunstindustri og arkitektur, og Isfahan tiltrækker mange turister.
Størstedelen af befolkningen i Isfahan taler persisk. Lori-bakhtiari, tyrkisk, centrale iranske dialekter, georgisk, kurdisk, biyabanaki og armenske udgør mindre sproggrupper.
Den moderne by har ca. 1.600.000 indbyggere. Der er mange industrivirksomheder bl.a. et uranberigelseskompleks.
Byen er kendt for sit traditionelle kunsthåndværk: brokade, keramik, intarsiaarbejder og håndknyttede gulvtæpper.
Byens universitet er fra 1958, og i byen ligger i Harun-i Vilayat et mausoleum for den mystiske skikkelse Harun Vilayat.